# 송가인 더 드라마
《송가인 더 드라마》는 한국에서 제작된 이태슬, 김성윤 감독의 2021년 공연실황 영화이다. 송가인의 단독 콘서트 내일은 미스트롯이 열린다.